# Moncalvo (Abadín)
Moncalvo es una entidad de población española del municipio de Abadín, perteneciente a la provincia de Lugo, en la comunidad autónoma de Galicia. Forma parte de la parroquia de Quende.

## Toponimia
El nombre del lugar puede encontrarse mencionado con las grafías Moncalbo Moncalvo.

## Historia
A mediados del siglo XIX, el lugar, ya por entonces perteneciente a la parroquia de Quende y al municipio de Abadín, tenía contabilizada una población de 26 habitantes. Aparece descrita en el decimoprimer volumen del Diccionario geográfico-estadístico-histórico de España y sus posesiones de Ultramar de Pascual Madoz de la siguiente manera:

MONCALBO: l. en la prov. de Lugo, ayunt. de Abadin y felig. de Santiago de Quende (V.). pobl.: 5 vec., 26 alm.
(Madoz, 1848, p. 483)

En 2024 la entidad singular de población de Moncalvo tenía empadronados 3 habitantes.